# Liste der Highways in Nova Scotia
Diese Liste stellt eine Übersicht über die Highways in der kanadischen Provinz Nova Scotia dar.
Es werden mehrere Klassen von Highways unterschieden:
1. Arterial Highways (100-series highway): Die Arterial Highways sind meist autobahnähnlich ausgebaut. Diese Highways wurden häufig als Ersatz von bereits bestehenden Landstraßen gebaut, die Nummerierung erfolgte durch Addieren von 100 zur bisherigen Nummer.
2. Trunk Highways: Die Trunk Highways bilden das weitere überregionale Landstraßennetz.
3. Collector Highways: Die Collector Highways stellen das weitere regionale Landstraßennetz.

## Arterial Highways
| Zeichen              | Nummer | Name                    | Beginn          | Ende                 | Länge in Kilometer |
| -------------------- | ------ | ----------------------- | --------------- | -------------------- | ------------------ |
| Arterial Highway 101 | 101    |                         | Dartmouth       | Yarmouth             | 310                |
| Arterial Highway 102 | 102    |                         | Halifax         | Onslow               | 100                |
| Arterial Highway 103 | 103    |                         | Halifax         | Yarmouth             | 294                |
| Arterial Highway 104 | 104    | Trans-Canada Highway    | Amherst         | Port Hastings        | 274                |
| Arterial Highway 104 | 104    |                         | Port Hawkesbury | St. Peters           | 37                 |
| Arterial Highway 105 | 105    | Trans-Canada Highway    | Canso Causeway  | North Sydney         | 142                |
| Arterial Highway 106 | 106    | Trans-Canada Highway    | Westville       | Caribou              | 19                 |
| Arterial Highway 107 | 107    |                         | Dartmouth       | Musquodoboit Harbour | 31                 |
| Arterial Highway 111 | 111    | Circumferential Highway | Woodside        | Halifax              | 13                 |
| Arterial Highway 113 | 113    |                         | Bedford         | Hubley               | 10 (geplant)       |
| Arterial Highway 118 | 118    |                         | Dartmouth       | Miller Lake          | 14                 |
| Arterial Highway 125 | 125    |                         | North Sydney    | Sydney               | 30                 |
| Arterial Highway 142 | 142    |                         | Salt Springs    | Springhill           | 6                  |
| Arterial Highway 162 | 162    |                         | Bras d’Or       | Point Aconi          | 7                  |

## Trunk Highways
| Zeichen          | Nummer | Name                    | Beginn           | Ende            | Länge in Kilometer |
| ---------------- | ------ | ----------------------- | ---------------- | --------------- | ------------------ |
| Trunk Highway 1  | 1      |                         | Bedford          | Yarmouth        | 323                |
| Trunk Highway 2  | 2      |                         | Halifax          | Fort Lawrence   |                    |
| Trunk Highway 3  | 3      |                         | Halifax          | Yarmouth        |                    |
| Trunk Highway 4  | 4      |                         | Wentworth        | Glace Bay       |                    |
| Trunk Highway 6  | 6      |                         | Amherst          | Pictou          | 144                |
| Trunk Highway 7  | 7      | Marine Drive            | Bedford          | Antigonish      | 269                |
| Trunk Highway 8  | 8      | Kejimkujik Scenic Drive | Liverpool        | Annapolis Royal | 115                |
| Trunk Highway 10 | 10     |                         | Bridgewater      | Middleton       | 89                 |
| Trunk Highway 12 | 12     |                         | Chester          | Kentville       | 67                 |
| Trunk Highway 14 | 14     |                         | Mildford Station | Chester         | 118                |
| Trunk Highway 16 | 16     | Marine Drive            | Monastery        | Canso           | 79                 |
| Trunk Highway 19 | 19     | Ceilidh Trail           | Port Hastings    | Margaree Forks  | 106                |
| Trunk Highway 22 | 22     |                         | Sydney           | Louisbourg      | 37                 |
| Trunk Highway 28 | 28     |                         | Sydney           | Glace Bay       | 39                 |

## Collector Highways
Als Collector Highways werden die eher regionalen Zubringer bezeichnet. Sie haben die Nummern 200 bis 399.